# 吉田鞆二郎
吉田 鞆二郎（よしだ ともじろう、1846年5月17日 - 1891年10月19日）は、幕末の福岡藩士。明治時代前期の政治家。自由民権運動家。長男は吉田鞆明。

## 経歴
福岡藩士として福岡市春吉に生まれる。初名は鞆次郎。
戊辰戦争において、官軍の福岡藩軍に入り、斥候となって、大阪、東京に従軍。1874年小学校教師、第13大区調所に勤め、同年の佐賀の乱鎮圧に当たっては小隊長として従軍した。その後、福岡区書記、宗像郡長、福岡県学務課勤務ののち、1882年福岡県会議員選挙で那珂郡から当選。1885年補選に福岡区から当選。以降連続して県議、県会常置委員を務める。1890年第3代福岡県会議長となる。犬鳴峠、米の山峠、冷水峠の国道更正問題や土木法改正問題などに尽力した。
一方で、自由民権運動の先頭に立ち、1879年福岡正倫社社長、向陽義塾校長となり、筑前共愛公衆会では第三期会参謀、第六期会新聞創起担当委員を務める。1881年中村耕介の肝いりで自由党結成に参加し、党員となる。同年旧福岡藩主黒田家により、向陽義塾を引き継ぎ藤雲館が設立されると、引き続きその館長となる。1882年九州改進党創立大会に参加。1889年より1890年5月まで福岡日日新聞社長。藤雲館の校舎を引き継いで1885年に再興された修猷館を、拡張維持することを目的として設立された修猷学会の会長、博多米商会所頭なども務めた。
1891年県下大水害に際して、東園基愛侍従に従い巡視中、伝染病に罹り飯塚にて死去。